# Polymera (Polymera) geniculata
Polymera (Polymera) geniculata is een tweevleugelige uit de familie steltmuggen (Limoniidae). De soort komt voor in het Neotropisch gebied.